# Audio Units
Audio Units (AU) – architektura wtyczek wirtualnych instrumentów oraz efektów, wprowadzony przez Core Audio. Standard rozpowszechniony jest na platformie OS X.

## Hosty obsługujące AU
- Final Cut Pro
- GarageBand
- Logic Pro
- Soundtrack Pro